# Córrego Novo
Córrego Novo este un oraș în unitatea federativă Minas Gerais (MG), Brazilia.